# Bức xạ Cherenkov

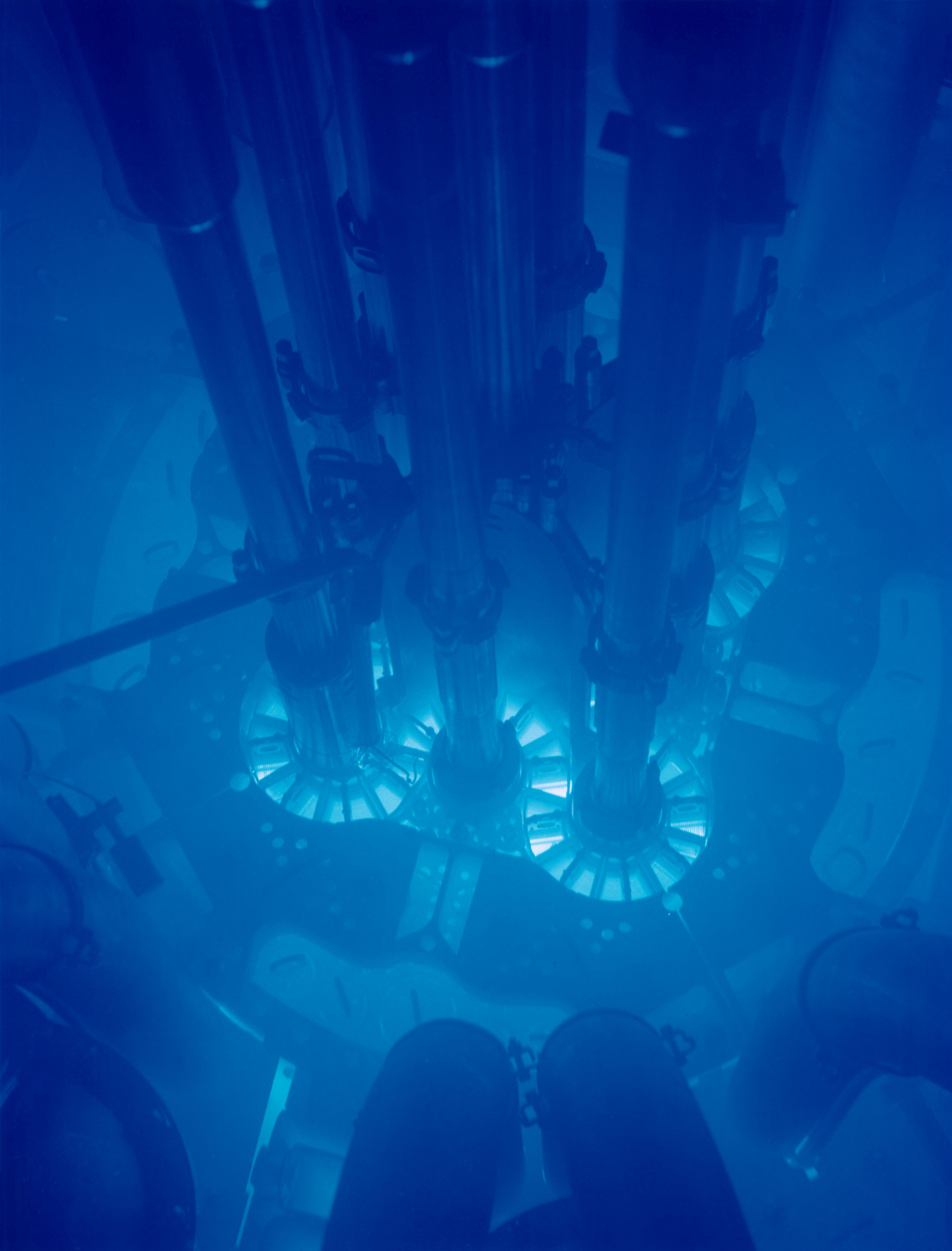
Bức xạ Cherenkov phát rực lên trong lõi của lò phản ứng dành cho thí nghiệm.

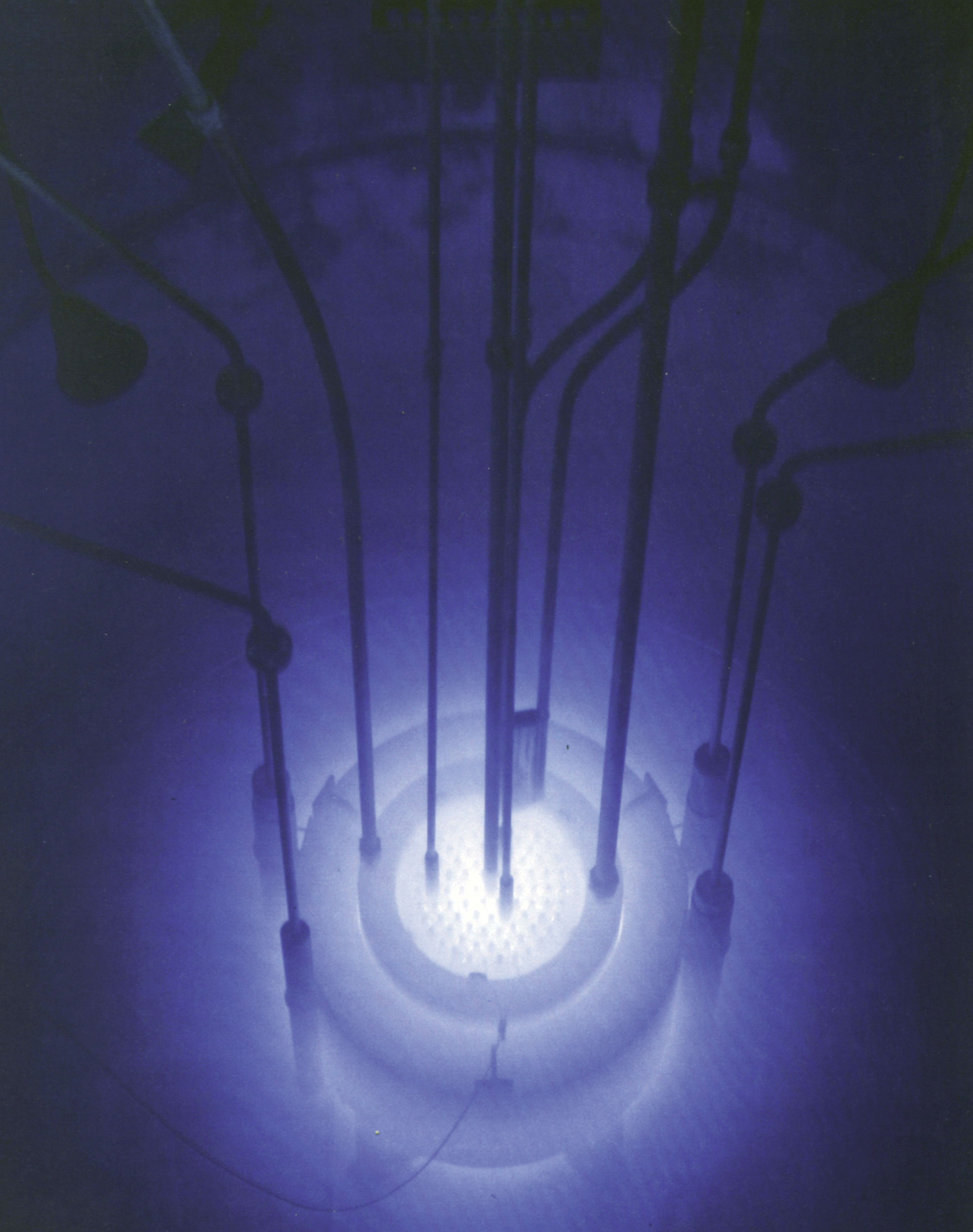
Bức xạ Cherenkov trong lò phản ứng Reed.

Minh họa bức xạ Cherenkov.

Bức xạ Cherenkov, hoặc bức xạ Vavilov–Cherenkov, là bức xạ điện từ phát ra khi một hạt mang điện tích (như electron) bay qua môi trường điện môi với vận tốc lớn hơn vận tốc pha của ánh sáng trong môi trường đó. Đặc trưng phát rực màu xanh lục của các lò phản ứng hạt nhân dưới nước là do hiệu ứng bức xạ Cherenkov. Nó mang tên nhà khoa học Pavel Alekseyevich Cherenkov, ông nhận Giải Nobel Vật lý năm 1958 nhờ công trình phát hiện ra đầu tiên bức xạ này bằng thực nghiệm. Lý thuyết giải thích hiệu ứng này sau đó được hai nhà vật lý Igor Tamm và Ilya Frank giải thích dựa trên khuôn khổ của thuyết tương đối hẹp của Albert Einstein, và hai ông cũng được nhận giải Nobel Vật lý cùng với Cherenkov năm 1958. Nhà bác học người Anh Oliver Heaviside đã từng tiên đoán có bức xạ Cherenkov trong một bài báo năm 1888–89.